# Hjalmar Wallgren
Hjalmar Gabriel Wallgren, född 31 januari 1862 i Gökhems socken, död 17 november 1941 i Stockholm, var en svensk journalist och tidningsutgivare
Hjalmar Wallgren var son till prosten Bengt Jacob Wallgren och Gabriella Hulderika Odhner samt bror till Ernst Wallgren. Han avlade mogenhetsexamen i Örebro och studerade därefter vid Uppsala universitet, där han blev filosofie kandidat 1884, filosofie licentiat 1891 och filosofie doktor 1893. Han deltog flitigt i studentlivet som sångare och spexskådespelare men bedrev även omfattande studier i praktisk filosofi, statskunskap och historia. 1887–1893 var han extraordinarie biblioteksamanuens men medverkade även i olika tidningar bland annat Fyris, som han redigerade mars–november 1893. Han kom därefter till Svenska Dagbladet, där han var souschef 1893–1896 och redaktör maj 1896– april 1897. Vid tidningens omorganisering 1897 avgick han, då han tyckte att tidningens nya kurs inte var tillräckligt konservativ. Han var sedan politisk medarbetare i Nya Dagligt Allehanda 1897–1901. Omkring sekelskiftet 1900 deltog han i arbetsgivarnas organisationssträvanden. På hans initiativ tillkom Sveriges bageriidkareförening 1900, och han var dess ombudsman 1900–1925 samt även sekreterare i Stockholms bageriidkareförening 1895–1896 och 1899–1925. Dessutom grundade han Svensk bageritidskrift och var dess ägare och redaktör 1900–1927. Han var den drivande kraften vid reorganiseringen av Svenska jästfabrikernas sammanslutning 1906–1907 och ordförande och inspektör där 1907–1927. 1902 deltog han som expert vid organiserandet av Allmänna arbetsgivareföreningen samt grundade tidskriften Industria 1905 och var dess ägare och redaktör till 1908. Wallgren var 1906–1908 VD i AB Förenade Tidningar, ekonomidirektör i AB Nya Dagligt Allehanda 1909–1912 samt styrelseledamot där från 1913 och ordförande i styrelsen 1927–1936. Under många år var Wallgren Nya Dagligt Allehandas praktiske ledare och utövade ett bestämmande inflytande på dess inställning till tidens frågor. Det var i hög grad hans konservativa åskådning, som satte sin prägel på tidningens kurs. Wallgrens politiska uppfattning hade sina grundvalar i en personligt utformad filosofi, som han framlade i det egenartade verket Visshet, Sanning och Liv (1940). Han utgav dessutom Den internationella rättsordningens problem (1892, doktorsavhandling), Gustaf Fröding och hans tankelif (1936) och Sveriges och Stockholms bageriidkareföreningar (1924).